# قائمة ملوك النرويج

شعار ملك النرويج

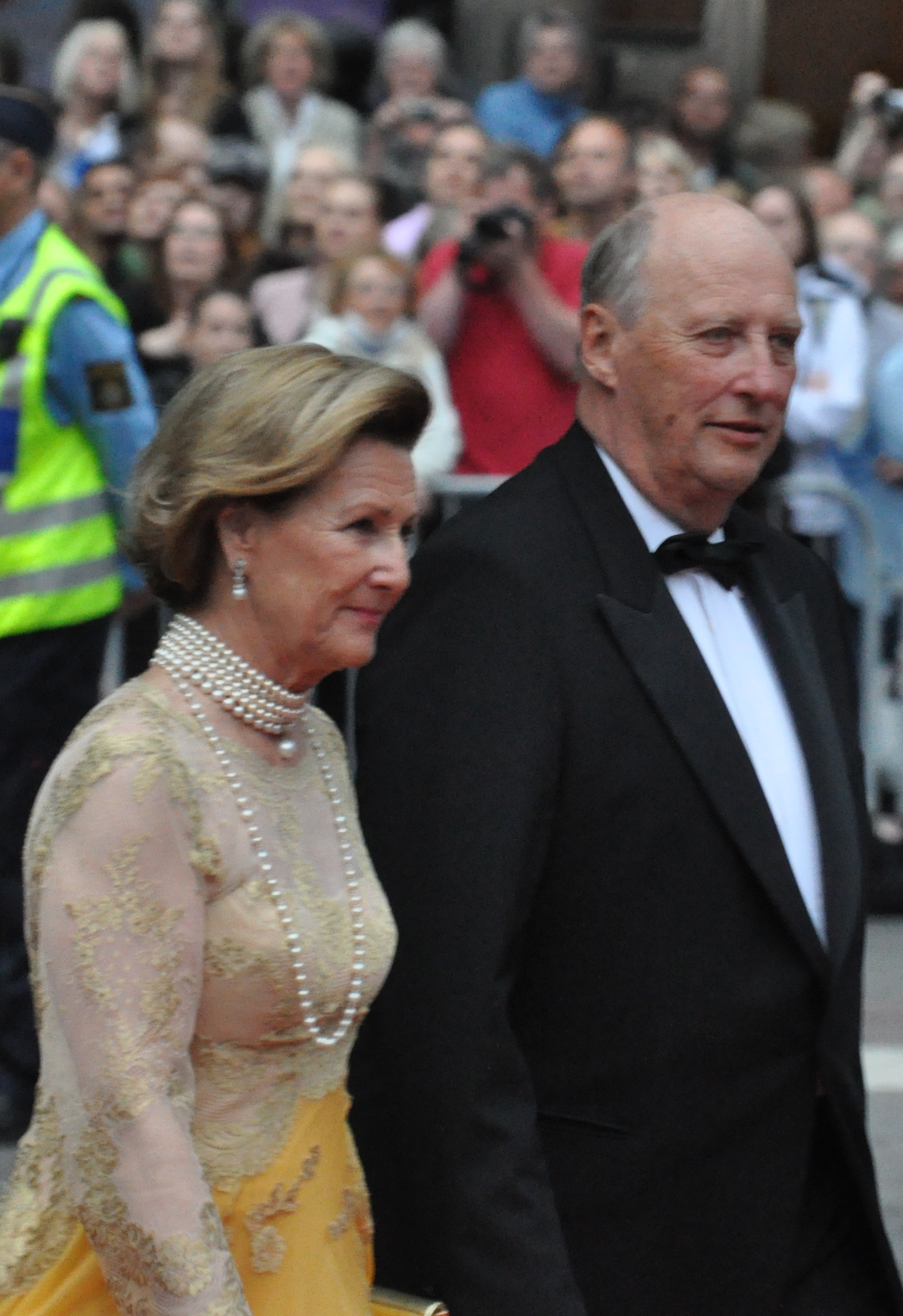
الملك هارالد الخامس والملكة سونيا

تبدأ قائمة عواهل النرويج في عام 872، ويرجع تاريخها التقليدي إلى معركة هافرشفيورد (Hafrsfjord) بعد أن قام الملك المنتصر هارالد ذو الشعر الفاتح بدمج ممالك ضئيلة عديدة في مملكة والده. سُميت على اسم المنطقة الجغرافية المتجانسة، أصبحت تُعرف مملكة هارالد فيما بعد بمملكة النرويج.
تقليديًا، تأسست النرويج في سنة 872 واستمر وجودها لأكثر من 1100 عام، إن مملكة النرويج إحدى الدول الأصلية في أوروبا: فالملك هارالد الخامس - الذي يحكم منذ عام 1991 - هو العاهل الـ 64 حسب الترتيب الرسمي. خلال فترات خلو العرش، حكمَ النرويجَ حكامٌ بألقابٍ مختلفة.
شغل العديد من السلالات الملكية عرش مملكة النرويج، الأكثر شهرةً: سلالة ذو الشعر الفاتح (872–970)، وبيت سفيره (1184–1319)، وبيت أولدنبورغ (1450–1481، 1483–1533، 1537–1814، ومنذ 1905 حتى الآن) بما في ذلك فروع هولشتاين-غوتورب (1814–1818) وشليسفيش هولشتاين سوندربورغ غلوكسبورغ (منذ 1905). خلال فترة الحرب الأهلية (1130–1240)، قاتل العديد من المطالبين بالعرش بعضهم البعض. لا يُعتبر بعض الملوك من تلك الفترة ملوكًا شرعيين وغالبُا يُهمل إدراجهم في قائمة العواهل. بين عام 1387 وعام 1905، كانت النرويج جزءًا في اتحاداتٍ شتى.
استعمل ملوك النرويج ألقابًا مختلفة بين عام 1450 وعام 1905، كلمك الفند، وملك القوط، ودوق شلسفيغ، ودوق هولشتاين، وأمير روغن، وكونت أولدنبورغ. كانوا يدعون أنفسهم Konge til Norge (ملك للنرويج)، بدلاً من Konge af Norge (ملك النرويج)، مشيرين بذلك إلى أن البلد كان ملكيةً شخصية، غالبًا مع لقب جلالته. مع إدخال الملكية الدستورية في سنة 1814، طُولت العبارة التقليدية «بفضل الله وعلى دستور المملكة»؛ ولكنه استعمل لفترةٍ وجيزة. آخر ملك استعمل عبارة بفضل الله كان هوكون السابع، الذي توفي في سنة 1957. لقب الملك اليوم رسميًا هو Norges Konge (ملك النرويج)، مشيرًا بذلك إلى أنه ينتمي إلى البلد (بدلاً من العكس)، مع عبارة «جلالته».

## المفتاح
| R  | عهد                                      |
| I  | عهد مستقل                                |
| D  | اتحاد مع الدنمارك                        |
| S  | اتحاد مع السويد                          |
| DS | اتحاد مع الدنمارك والسويد (اتحاد كالمار) |
| R  | وصاية                                    |

0

## أسرة فيرهير
تشارك إريك بلوداكس في الحكم مع والده لمدة ثلاث سنوات قبل وفاته. عقب وفاة هارالد أصبح إريك أقوى إخوته الذين كانوا يلقبون كلهم بالملوك ويسيطرون على مناطق محددة. تعتبر جميع التواريخ المتعلقة بملوك سلالة فيرهير تقريبية لذا من الممكن وجود اختلافات طفيفة بين المصادر المختلفة. الجدول التالي يستخدم التواريخ المذكورة في معجم السيرة الذاتية النرويجي ‏/Store norske leksikon.
| R | الاسم، الحكم                                   | الصورة | الولادة                                      | الزواج، الذرية                 | الوفاة                                 | المصدر      |
| - | ---------------------------------------------- | ------ | -------------------------------------------- | ------------------------------ | -------------------------------------- | ----------- |
| I | هارالد الأول هارالد ذو الشعر الفاتح ق. 872–932 |        | ق. 850/860 ابن هالفدان الأسود وراغنهيلد      | عدة زوجات تسعة أبناء على الأقل | ق. 932 روغالاند                        | [ 3 ]       |
| I | إريك الأول إريك فأس الدم ق. 932–934            |        | ق. 895 ابن هارالد الأول وراغنهيلد            | Gunnhild Gormsdóttir ‏ 8 أبناء  | ق. 952/4 إنجلترا                       | [ 2 ]       |
| I | Haakon I Haraldsson ‏ ق. 934–960                |        | ق. 915–920 ابن هارالد الأول وتورا موسترستونغ | غير متزوج                      | ق. 960/1 Håkonshella (بالقرب من. برغن) | [ 4 ]       |
| I | Harald II Ericsson ‏ ق. 961–970                 | –      | ق. 935 بن إريك الأول وGunnhild Gormsdóttir ‏  | غير متزوج                      | ق. 970 Limfjord، الدنمارك              | [ 5 ] [ 6 ] |

## أسرة غورم
لقب الملك الدنماركي هارالد بلوتوث نفسه ملك على النرويج بعد معركة فيتجار حوالي عام 961. ودعم منافس هارالد جريكلواك إيرل لايد هاكون سيغوردسون الذي استولى في نهاية المطاف على مملكة هارالد جريكلواك. ومن ثم حكم هاكون النرويج (باستثناء فيكن)، كان تابعة في البداية لهارالد. تعتبر جميع التواريخ تقديرية. يُعتبر هاكون عمومًا حاكمًا للنرويج من عام 970 إلى 995.
| R | الاسم، الحكم                                    | الصورة | الولادة                                                          | الزواج، الذرية                                                                  | الوفاة                 | المصدر        |
| - | ----------------------------------------------- | ------ | ---------------------------------------------------------------- | ------------------------------------------------------------------------------- | ---------------------- | ------------- |
| D | هارالد بلوتوث 961 – ق. 980 (بحكم القانون)       |        | ق. 925/35[بحاجة لمصدر] ابن غورم العجوز وThyra                    | [بحاجة لمصدر]Gyrid of Sweden 4 أو 6 أبناء Tove of the Obotrites ليس لديهم أبناء | على الأقل 987 Jomsborg | [ 10 ] [ 11 ] |
| R | إيرل Haakon Sigurdsson 965/70–995 (بحكم الواقع) |        | ق. 935 تروندهايم Son of Sigurd Haakonsson و Bergljot Toresdatter | Tora Skagesdatter 9 أبناء[بحاجة لمصدر]                                          | 995 Rimul              | [ 8 ]         |

## أسرة فيرهير (استعادة)
| R | الاسم، الحكم               | الصورة | الولادة                                           | الزواج، الذرية | الوفاة          | المصدر |
| - | -------------------------- | ------ | ------------------------------------------------- | -------------- | --------------- | ------ |
| I | Olaf I Tryggvason 995–1000 |        | 968 Son of Tryggve Olafsson و Astrid Eiriksdottir | مختلف          | ق. 1000 Svolder | [ 12 ] |

## أسرة غورم/Earls of Lade (استعادة)
After the معركة سفولدر، the Danes recaptured Norway under Sweyn Forkbeard. As قبل.، the Danes controlled the petty kingdoms of Viken as vassals، while the two Earls of Lade، Eric Haakonsson و Sweyn Haakonsson، ruled Western Norway و Trøndelag، nominally as earls under Sweyn. Eric is generally held as the ''بحكم الواقع'' ruler of Norway from 1000 to 1015، together مع his brother Sweyn، a lesser known figure، مع whom he shared his power.
| R | الاسم، الحكم                                   | الصورة | الولادة                                                  | الزواج، الذرية                                                                      | الوفاة                              | المصدر        |
| - | ---------------------------------------------- | ------ | -------------------------------------------------------- | ----------------------------------------------------------------------------------- | ----------------------------------- | ------------- |
| D | سوين فوركبيرد 1000–1013 (بحكم القانون)         |        | 17 أبريل 963 Son of هارالد بلوتوث وTove of the Obotrites | (1 & 2) Gunhild of Wenden or Sigrid the Haughty Eight or more children[بحاجة لمصدر] | 3 فبراير 1014 غينزبورو، لينكولنشاير | [ 16 ] [ 17 ] |
| R | Earl Eric Haakonsson ‏ 1000–1015 (بحكم الواقع)  |        | ق. 964 Son of Haakon Sigurdsson و Gunhild Mieszcosdatter | Gytha Svendsdatter ابن[بحاجة لمصدر]                                                 | ق. 1024 إنجلترا                     | [ 14 ]        |
| R | Earl Sweyn Haakonsson ‏ 1000–1015 (بحكم الواقع) |        | ق. 970 Son of Haakon Sigurdsson و Thora Skagesdatter     | Holmfrid Eriksdatter ابنتين[بحاجة لمصدر]                                            | ق. 1016 روسيا                       | [ 18 ]        |

## أسرة القديس أولاف
| R | الاسم، الحكم                                                      | الصورة | الولادة                                                      | الزواج، الذرية                | الوفاة                               | المصدر        |
| - | ----------------------------------------------------------------- | ------ | ------------------------------------------------------------ | ----------------------------- | ------------------------------------ | ------------- |
| I | Olaf II Haraldsson Saint Olaf (Rex Perpetuus Norvegiae) 1015–1028 |        | ق. 995 Ringerike Son of Harald Grenske وÅsta Gudbrandsdatter | Astrid Olofsdotter ابنة واحدة | 29 يوليو 1030 Stiklestad العمر 34–35 | [ 19 ] [ 20 ] |

## House of Gorm/Earl of Lade (restored، second time)
| R | الاسم، الحكم                                         | الصورة | الولادة                                             | الزواج، الذرية                                           | الوفاة                     | المصدر               |
| - | ---------------------------------------------------- | ------ | --------------------------------------------------- | -------------------------------------------------------- | -------------------------- | -------------------- |
| D | كنوت العظيم 1028–1035 (بحكم القانون)                 |        | ق. 995 Son of سوين فوركبيرد                         | (1) Ælfgifu of Northampton ابنين (2) إيما نورماندي ابنين | 12 نوفمبر 1035 Shaftesbury | [ 9 ] [ 21 ] [ 22 ]  |
| R | Earl Haakon Ericsson 1028–1029 (بحكم الواقع)         |        | ق. 998 Son of Eric Haakonsson ‏ و Gytha Svendsdatter | Gunhild ابنة واحدة                                       | 1029 Pentland Firth        | [ 23 ] [ 24 ] [ 25 ] |
| D | Sweyn Knutsson ‏ (مع Ælfgifu) 1030–1035 (بحكم الواقع) |        | ق. 1015 Son of Cnut وÆlfgifu of Northampton         | غير متزوج                                                | ق. 1035                    | [ 9 ] [ 26 ]         |

## St. Olaf dynasty (restored)
| R | الاسم، الحكم                                | الصورة | الولادة                                      | الزواج، الذرية | الوفاة                         | المصدر        |
| - | ------------------------------------------- | ------ | -------------------------------------------- | -------------- | ------------------------------ | ------------- |
| I | Magnus I Olafsson Magnus the Good 1035–1047 |        | ق. 1024 Illegitimate son of Olaf II وAlfhild | غير متزوج      | 25 أكتوبر 1047 زيلاند العمر 23 | [ 27 ] [ 28 ] |
| D | Magnus I Olafsson Magnus the Good 1035–1047 |        | ق. 1024 Illegitimate son of Olaf II وAlfhild | غير متزوج      | 25 أكتوبر 1047 زيلاند العمر 23 | [ 27 ] [ 28 ] |

## Hardrada dynasty
| R | الاسم، الحكم                                        | الصورة | الولادة، parents                                            | الزواج، الذرية | الوفاة                                                          | المصدر        |
| - | --------------------------------------------------- | ------ | ----------------------------------------------------------- | --- | --------------------------------------------------------------- | ------------- |
| I | Harald III Sigurdsson Harald Hardrada 1046–1066     |        | ق. 1015 Son of Sigurd Syr وÅsta Gudbrandsdatter             | (1) إليسيف الكييفية ابنتين (2) Tora Torbergsdatter (bigamously) ابنين                                              | 25 سبتمبر 1066 Stamford Bridge ‏، إنجلترا العمر 50–51            | [ 29 ] [ 30 ] |
| I | Magnus II Haraldsson ‏ 1066–1069                     |        | ق. 1049 الابن البكر لـ Harald III وTora Torbergsdatter      | غير متزوج | 28 أبريل 1069 Nidaros العمر 19–20                               | [ 31 ]        |
| I | Olaf III Haraldsson ‏ Olaf Kyrre 1067–1093           |        | ق. 1050 Youngest son of Harald III وTora Torbergsdatter     | Ingerid of Denmark ليس لديهم أبناء                                                                                 | 22 سبتمبر 1093 Haukbø، Rånrike (now Håkeby، السويد) العمر 42–43 | [ 31 ]        |
| I | Haakon (II) Magnusson ‏ Haakon Toresfostre 1093–1095 |        | ق. 1069 Illegitimate son of Magnus II ‏                      | غير متزوج | 1095 Dovrefjell العمر 25–26                                     | [ 32 ]        |
| I | Magnus III Olafsson Magnus Barefoot 1093–1103       |        | ق. 1073 Illegitimate son of Olaf III ‏ و Tora Arnesdatter    | مارغريت فريدكولا ليس لديهم أبناء                                                                                   | 24 أغسطس 1103 أولستر العمر 29–30                                | [ 33 ]        |
| I | Olaf (IV) Magnusson ‏ 1103–1115                      |        | ق. 1098 Illegitimate son of Magnus III و Sigrid Saxesdatter | غير متزوج | 22 ديسمبر 1115 Nidaros العمر 16–17                              | [ 34 ]        |
| I | Eystein I Magnusson ‏ 1103–1123                      |        | ق. 1088 Illegitimate son of Magnus III                      | Ingebjørg Guttormsdatter ابنين[بحاجة لمصدر]                                                                        | 29 أغسطس 1123 Hustad، Fræna العمر 34–35                         | [ 35 ]        |
| I | Sigurd I Magnusson Sigurd the Crusader 1103–1130    |        | ق. 1089 Illegitimate son of Magnus III و Tora               | (1) Bjaðmunjo Mýrjartaksdóttir ليس لديهم أبناء (2) Malmfred of Kiev ابنة واحدة (3) Cecilia[محل شك] ليس لديهم أبناء | 26 مارس 1130 أوسلو العمر 40–41                                  | [ 36 ]        |
| I | Magnus IV Sigurdsson ‏ Magnus the Blind 1130–1135    |        | ق. 1115 Illegitimate son of Sigurd I و Borghild Olavsdatter | Christina of Denmark ‏ ق. 1133 ليس لديهم أبناء                                                                      | 12 نوفمبر 1139 Holmengrå العمر 23–23                            | [ 37 ]        |

## Gille dynasty
| R | الاسم، الحكم                                               | الصورة | الولادة، parents                                                         | الزواج، الذرية                      | الوفاة                                           | المصدر               |
| - | ---------------------------------------------------------- | ------ | ------------------------------------------------------------------------ | ----------------------------------- | ------------------------------------------------ | -------------------- |
| I | Harald IV Magnusson ‏ Harald Gille 1130–1136                | –      | ق. 1102 جزيرة أيرلندا/هبرديس Alleged illegitimate son of Magnus III      | Ingrid of Sweden ‏ ق. 1134 ابن       | 14 ديسمبر 1136 برغن العمر 32–33                  | [ 38 ]               |
| I | Sigurd II Haraldsson ‏ Sigurd Munn 1136–1155                | –      | ق. 1133 Illegitimate son of Harald IV ‏ و Thora Guttormsdatter            | غير متزوج                           | 10 يونيو 1155 برغن العمر 21–22                   | [ 39 ]               |
| I | Inge I Haraldsson ‏ Inge the Hunchback 1136–1161            | –      | ق. 1135 الابن الوحيد لـ Harald IV ‏ و Ingrid of Sweden ‏                   | غير متزوج                           | 4 فبراير 1161 أوسلو العمر 25–26                  | [ 40 ]               |
| I | Eystein II Haraldsson ‏ 1142–1157                           | –      | ق. 1125 شتلاند/جزر أوركني/هبرديس Illegitimate son of Harald IV ‏ و Biadoc | Ragna Nikolasdatter ليس لديهم أبناء | 21 أغسطس 1157 Rånrike (now بوهوسلان) العمر 31–32 | [ 41 ]               |
| I | Magnus (V) Haraldsson ‏ 1142–1145                           | –      | ق. 1135 Illegitimate son of Harald IV ‏                                   | غير متزوج                           | ق. 1145 النرويج                                  | [ 42 ] [ 43 ] [ 44 ] |
| I | Haakon II Sigurdsson ‏ Haakon the Broadshouldered 1157–1162 | –      | ق. 1147 Illegitimate son of Sigurd II ‏ و Thora                           | غير متزوج                           | 7 يوليو 1162 Sekken، Romsdalen العمر 14–15       | [ 45 ]               |

## Hardrada dynasty (restored)، cognatic branch
| R | الاسم، الحكم                   | الصورة | الولادة، parents                                    | الزواج، الذرية                                     | الوفاة                             | المصدر |
| - | ------------------------------ | ------ | --------------------------------------------------- | -------------------------------------------------- | ---------------------------------- | ------ |
| I | Magnus V Erlingsson ‏ 1161–1184 | –      | ق. 1156 Son of Erling Skakke وKristin Sigurdsdatter | Estrid Bjørnsdotter (possible) ابنتين[بحاجة لمصدر] | 15 يونيو 1184 Fimreite العمر 27–28 | [ 46 ] |

## Sverre dynasty
| R | الاسم، الحكم                    | الصورة | الولادة، parents                                               | Marriage                 | الوفاة                          | المصدر |
| - | ------------------------------- | ------ | -------------------------------------------------------------- | ------------------------ | ------------------------------- | ------ |
| I | Sverre Sigurdsson ‏ 1184–1202    |        | ق. 1151 برغن Alleged illegitimate son of Sigurd II ‏ و Gunnhild | Margaret of Sweden ‏ 1185 | 9 مارس 1202 برغن العمر 50–51    | [ 47 ] |
| I | Haakon III Sverresson 1202–1204 | –      | قبل. 1185 Illegitimate son of Sverre                           | غير متزوج                | 1 يناير 1204 برغن               | [ 48 ] |
| I | Guttorm Sigurdsson ‏ 1204        | –      | ق. 1199 Illegitimate son of Sigurd Lavard                      | غير متزوج                | 11 أغسطس 1204 Nidaros العمر 4–5 | [ 49 ] |

## Gille dynasty، cognatic branch
| R | الاسم                       | الصورة | الولادة                                                       | الزواج    | الوفاة                            |
| - | --------------------------- | ------ | ------------------------------------------------------------- | --------- | --------------------------------- |
| I | Inge II Bårdsson ‏ 1204–1217 | –      | ق. 1185 Rissa son of Bård Guttormsson و Cecilia Sigurdsdatter | غير متزوج | 23 أبريل 1217 Nidaros العمر 31–32 |

## Sverre dynasty (Restored)
| R | الاسم                                                 | الصورة | الولادة                                                               | الزواج | الوفاة                             |
| - | ----------------------------------------------------- | ------ | --------------------------------------------------------------------- | --- | ---------------------------------- |
| I | Haakon IV Haakonsson Haakon the Old 1217–1263         |        | ق. 1204 Folkenborg illegitimate son of Haakon III و Inga of Varteig   | Margaret Skulesdatter 25 مايو 1225 برغن 4 أبناء                                                           | 16 ديسمبر 1263 كيركوول العمر 58–59 |
| I | Haakon (V) Haakonsson ‏ Haakon the Young 1240–1257     |        | 10 نوفمبر 1232 برغن الابن الثاني لـ Haakon IV وMargaret Skulesdatter  | Rikissa Birgersdotter ق. 1251 أوسلو ابن                                                                   | 5 مايو 1257 تونسبرغ العمر 24       |
| I | Magnus VI Haakonsson ‏ Magnus the Law-mender 1257–1280 |        | 1 مايو 1238 تونسبرغ third son of Haakon IV وMargaret Skulesdatter     | Ingeborg of Denmark ‏ 11 سبتمبر 1261 برغن four sons                                                        | 9 مايو 1280 برغن العمر 42          |
| I | Eric II Magnusson ‏ 1273–1299                          |        | ق. 1268 برغن third son of Magnus VI ‏ و Ingeborg of Denmark ‏           | (1) Margaret of Scotland سبتمبر 1281 برغن ابنة واحدة (2) Isabel Bruce bef. 25 سبتمبر 1293 برغن ابنة واحدة | 15 يوليو 1299 برغن العمر 30–31     |
| I | Haakon V Magnusson ‏ 1299–1319                         |        | 10 أبريل 1270 تونسبرغ fourth son of Magnus VI ‏ و Ingeborg of Denmark ‏ | (1) Isabelle de Joigny 1295 ليس لديهم أبناء (2) Euphemia of Rügen ق. 1299 ابنة واحدة                      | 8 مايو 1319 Tunsberg العمر 49      |

## أسرة بيلبو
| R | الاسم                                                             | الصورة | الولادة                                                                         | الزواج                                            | الوفاة                                |
| - | ----------------------------------------------------------------- | ------ | ------------------------------------------------------------------------------- | ------------------------------------------------- | ------------------------------------- |
| S | ماغنوس السابع إريكسون أغسطس 1319 – 15 أغسطس 1343 (تنازل عن العرش) |        | ق. 1316 النرويج الابن الوحيد لـ إريك السويدي دوق سودرمانلاند وإنغبورغ النرويجية | بلانكا من نامور 5 نوفمبر 1335 فلعة بوهوس ابنين    | 1 ديسمبر 1374 لينغولمن العمر 58       |
| S | هوكون السادس ماغنوسون 1343–1380                                   |        | 15 أغسطس 1340 السويد الابن الثاني لـ ماغنوس السابع وبلانكا من نامور             | مارغريت الدنماركية 9 أبريل 1363 كنيسة سيدتنا ‏ ابن | 11 سبتمبر 1380 قلعة آكرشوس ‏ العمر 40  |
| I | هوكون السادس ماغنوسون 1343–1380                                   |        | 15 أغسطس 1340 السويد الابن الثاني لـ ماغنوس السابع وبلانكا من نامور             | مارغريت الدنماركية 9 أبريل 1363 كنيسة سيدتنا ‏ ابن | 11 سبتمبر 1380 قلعة آكرشوس ‏ العمر 40  |
| D | أولاف الرابع هوكونسون 1380–1387                                   |        | ديسمبر 1370 قلعة آكرشوس ‏ الابن الوحيد لـ هاكون السادس ومارغريت الدنماركية       | غير متزوج                                         | 23 أغسطس 1387 قلعة فالستيربو العمر 16 |

## أسرة إستريدسن
| R  | الاسم             | الصورة           | الولادة                                                                          | الزواج                                            | الوفاة                                             |
| -- | ----------------- | ---------------- | -------------------------------------------------------------------------------- | ------------------------------------------------- | -------------------------------------------------- |
| DS | مارغريت 1380–1412 | Queen Margaret I | c. 1353 Vordingborg Castle youngest daughter of Valdemar IV وHelvig of Schleswig | هوكون السادس 9 أبريل 1363 Church of Our Lady ‏ ابن | 28 أكتوبر 1412 Ship on Flensburg Fjord العمر 58–59 |

## أسرة غريفين
| R  | الاسم                                                                | الصورة | الولادة | الزواج                                                          | الوفاة                                     |
| -- | -------------------------------------------------------------------- | ------ | --- | --------------------------------------------------------------- | ------------------------------------------ |
| I  | Eric III 8 سبتمبر 1389–1442 (deposed) مع Sigurd Jonsson ‏ (1439–1442) |        | ق. 1381/82 Rügenwalde Castle ‏ الابن الوحيد لـ Wartislaw VII، Duke of Pomerania ‏ و Mary of Mecklenburg-Schwerin | فيليبا الإنجليزية 26 أكتوبر 1406 Lund Cathedral ليس لديهم أبناء | 3 مايو 1459 Rügenwalde Castle ‏ العمر 76–78 |
| DS | Eric III 8 سبتمبر 1389–1442 (deposed) مع Sigurd Jonsson ‏ (1439–1442) |        | ق. 1381/82 Rügenwalde Castle ‏ الابن الوحيد لـ Wartislaw VII، Duke of Pomerania ‏ و Mary of Mecklenburg-Schwerin | فيليبا الإنجليزية 26 أكتوبر 1406 Lund Cathedral ليس لديهم أبناء | 3 مايو 1459 Rügenwalde Castle ‏ العمر 76–78 |
| I  | Eric III 8 سبتمبر 1389–1442 (deposed) مع Sigurd Jonsson ‏ (1439–1442) |        | ق. 1381/82 Rügenwalde Castle ‏ الابن الوحيد لـ Wartislaw VII، Duke of Pomerania ‏ و Mary of Mecklenburg-Schwerin | فيليبا الإنجليزية 26 أكتوبر 1406 Lund Cathedral ليس لديهم أبناء | 3 مايو 1459 Rügenwalde Castle ‏ العمر 76–78 |

## أسرة بالاتينات-نويماركت
| R  | الاسم                                                | الصورة                                               | الولادة | الزواج                                                        | الوفاة                                               |                                                      |
| -- | ---------------------------------------------------- | ---------------------------------------------------- | --- | ------------------------------------------------------------- | ---------------------------------------------------- | ---------------------------------------------------- |
| DS | كريستوفر 4 يونيو 1442 – 5/6 يناير 1448               |                                                      | 26 فبراير 1416 نويماركت إن در أوبرفالتس fifth son of John، Count Palatine of Neumarkt ‏ و Catherine of Pomerania | دوروثيا من براندنبورغ 12 سبتمبر 1445 كوبنهاغن ليس لديهم أبناء | 5/6 يناير 1448 قلعة كارنان العمر 31                  |                                                      |
| R  | فترة خلو العرش (1448–1449) Sigurd Jonsson ‏ as regent | فترة خلو العرش (1448–1449) Sigurd Jonsson ‏ as regent | فترة خلو العرش (1448–1449) Sigurd Jonsson ‏ as regent                                                            | فترة خلو العرش (1448–1449) Sigurd Jonsson ‏ as regent          | فترة خلو العرش (1448–1449) Sigurd Jonsson ‏ as regent | فترة خلو العرش (1448–1449) Sigurd Jonsson ‏ as regent |

## أسرة بوندي
| R | الاسم                                              | الصورة | الولادة                                                                                          | الزواج | الوفاة                             |
| - | -------------------------------------------------- | ------ | ------------------------------------------------------------------------------------------------ | --- | ---------------------------------- |
| S | كارل الأول 20 نوفمبر 1449 – يونيو 1450 (abdicated) |        | 5 أكتوبر 1409 Ekholmen Castle الابن الوحيد لـ Knut Tordsson Bonde و Margareta Karlsdotter Sparre | (1) Birgitta Bielke قبل. 1 مارس 1429 ابنين (2) Katarina Gumsehuvud ‏ 5 أكتوبر 1438 ستوكهولم 9 أبناء (3) Christina Abrahamsdotter ق. 1470 قصر ستوكهولم ابنين | 14 مايو 1470 قصر ستوكهولم العمر 60 |

## أسرة أولدنبورغ
| R  | الاسم                                                                                    | الصورة                                                                                   | الولادة | الزواج | الوفاة                                                                                   |                                                                                          |
| -- | ---------------------------------------------------------------------------------------- | ---------------------------------------------------------------------------------------- | --- | --- | ---------------------------------------------------------------------------------------- | ---------------------------------------------------------------------------------------- |
| DS | كريستيان الأول 2 أغسطس 1450 – 21 مايو 1481                                               |                                                                                          | فبراير 1426 أولدنبورغ الابن البكر لـ Dietrich، Count of Oldenburg ‏ و Helvig of Schauenburg                                                   | دوروثيا من براندنبورغ 28 أكتوبر 1449 Church of Our Lady ‏ 5 أبناء | 21 مايو 1481 قلعة كوبنهاغن العمر 55                                                      |                                                                                          |
| R  | فترة خلو العرش (1481–1483) Jon Svaleson Smør as regent                                   | فترة خلو العرش (1481–1483) Jon Svaleson Smør as regent                                   | فترة خلو العرش (1481–1483) Jon Svaleson Smør as regent                                                                                       | فترة خلو العرش (1481–1483) Jon Svaleson Smør as regent | فترة خلو العرش (1481–1483) Jon Svaleson Smør as regent                                   | فترة خلو العرش (1481–1483) Jon Svaleson Smør as regent                                   |
| DS | هانس 20 يوليو 1483 – 20 فبراير 1513                                                      |                                                                                          | 2 فبراير 1455 Aalborghus Castle third son of Christian I و دوروثيا من براندنبورغ                                                             | Christina of Saxony 6 سبتمبر 1478 كوبنهاغن 5 أبناء | 20 فبراير 1513 Aalborghus Castle العمر 58                                                |                                                                                          |
| DS | كريستيان الثاني 22 يوليو 1513–1523 (deposed)                                             |                                                                                          | 1 يوليو 1481 Nyborg Castle ‏ الابن الثاني لـ هانس وChristina of Saxony                                                                        | إيزابيلا من النمسا 12 أغسطس 1515 كوبنهاغن 6 أبناء | 25 يناير 1559 Kalundborg Castle ‏ العمر 77                                                |                                                                                          |
| D  | كريستيان الثاني 22 يوليو 1513–1523 (deposed)                                             |                                                                                          | 1 يوليو 1481 Nyborg Castle ‏ الابن الثاني لـ هانس وChristina of Saxony                                                                        | إيزابيلا من النمسا 12 أغسطس 1515 كوبنهاغن 6 أبناء | 25 يناير 1559 Kalundborg Castle ‏ العمر 77                                                |                                                                                          |
| D  | فريديريك الأول 1524–1533                                                                 |                                                                                          | 7 أكتوبر 1471 Haderslevhus Castle ‏ fourth son of Christian I دوروثيا من براندنبورغ                                                           | (1) آنا من براندنبورغ 10 أبريل 1502 شتندال ابنين (2) صوفي البوميرانية 9 أكتوبر 1518 Kiel Castle 6 أبناء | 10 أبريل 1533 قلعة غوتورف العمر 61                                                       |                                                                                          |
| R  | فترة خلو العرش (1533–1537) Olav Engelbrektsson as regent                                 | فترة خلو العرش (1533–1537) Olav Engelbrektsson as regent                                 | فترة خلو العرش (1533–1537) Olav Engelbrektsson as regent                                                                                     | فترة خلو العرش (1533–1537) Olav Engelbrektsson as regent | فترة خلو العرش (1533–1537) Olav Engelbrektsson as regent                                 | فترة خلو العرش (1533–1537) Olav Engelbrektsson as regent                                 |
| D  | كريستيان الثالث 1537 – 1 يناير 1559                                                      |                                                                                          | 12 أغسطس 1503 قلعة غوتورف الابن الوحيد لـ فريدريك الأول وآنا من براندنبورغ                                                                   | دوروثيا من ساكس-لاونبورغ 29 أكتوبر 1525 Lauenburg Castle 5 أبناء | 1 يناير 1559 Koldinghus Castle ‏ العمر 55                                                 |                                                                                          |
| D  | فريديريك الثاني 1 يناير 1559 – 4 أبريل 1588                                              |                                                                                          | 1 يوليو 1534 Haderslevhus Castle ‏ الابن البكر لـ Christian III ودوروثيا من ساكس-لاونبورغ                                                     | صوفي من مكلنبورغ-غوسترو 20 يوليو 1572 كوبنهاغن 8 أبناء | 4 أبريل 1588 Antvorskov Castle ‏ العمر 53                                                 |                                                                                          |
| D  | كريستيان الرابع 4 أبريل 1588 – 28 فبراير 1648                                            |                                                                                          | 12 أبريل 1577 قلعة فريدريكسبورغ الابن البكر لـ Frederick II وصوفي من مكلنبورغ-غوسترو                                                         | (1) Anne Catherine of Brandenburg 27 نوفمبر 1597 Haderslevhus Castle ‏ 7 أبناء (2) Kirsten Munk 31 ديسمبر 1615 كوبنهاغن أثنى عشر ابناً                                                                        | 28 فبراير 1648 Rosenborg Castle العمر 70                                                 |                                                                                          |
| D  | Frederick III 6 يوليو 1648 – 9 فبراير 1670                                               |                                                                                          | 18 مارس 1609 Haderslevhus Castle ‏ third son of Christian IV وAnne Catherine of Brandenburg                                                   | صوفي أمالي من براونشفايغ-لونبورغ 1 أكتوبر 1643 قلعة غلوكسبورغ 8 أبناء | 9 فبراير 1670 قلعة كوبنهاغن العمر 60                                                     |                                                                                          |
| D  | Christian V 9 فبراير 1670 – 25 أغسطس 1699                                                |                                                                                          | 15 أبريل 1646 Duborg Castle الابن البكر لـ Frederick III وصوفي أمالي من براونشفايغ-لونبورغ                                                   | Charlotte Amalie of Hesse-Kassel 25 يونيو 1667 Nykøbing Castle 8 أبناء | 25 أغسطس 1699 قلعة كوبنهاغن العمر 53                                                     |                                                                                          |
| D  | Frederick IV 25 أغسطس 1699 – 12 أكتوبر 1730                                              |                                                                                          | 11 أكتوبر 1671 قلعة كوبنهاغن الابن البكر لـ Christian V وCharlotte Amalie of Hesse-Kassel                                                    | (1) Louise of Mecklenburg-Güstrow 5 ديسمبر 1695 كوبنهاغن 5 أبناء (2) Elisabeth Helene von Vieregg 6 سبتمبر 1703 ابن (3) Anne Sophie Reventlow 4 أبريل 1721 كوبنهاغن 3 أبناء                                 | 12 أكتوبر 1730 Odense Palace العمر 59                                                    |                                                                                          |
| D  | Christian VI 12 أكتوبر 1730 – 6 أغسطس 1746                                               |                                                                                          | 30 نوفمبر 1699 قلعة كوبنهاغن الابن الثاني لـ Frederick IV وLouise of Mecklenburg-Güstrow                                                     | Sophia Magdalene of Brandenburg-Kulmbach 7 أغسطس 1721 Pretzsch Castle ‏ 3 أبناء | 6 أغسطس 1746 Hirschholm Palace العمر 46                                                  |                                                                                          |
| D  | Frederick V 6 أغسطس 1746 – 14 يناير 1766                                                 |                                                                                          | 31 مارس 1723 قلعة كوبنهاغن الابن الوحيد لكريستيان السادس وصوفي ماغدالينه                                                                     | (1) لويزا البريطانية 11 ديسمبر 1743 Altona 5 أبناء (2) يوليانا ماريا من براونشفايغ-فولفنبوتل 8 يوليو 1752 قلعة فريدريكسبورغ ابن                                                                             | 14 يناير 1766 قصر كريستيانسبورغ العمر 42                                                 |                                                                                          |
| D  | Christian VII 14 يناير 1766 – 13 مارس 1808                                               |                                                                                          | 29 يناير 1749 قصر كريستيانسبورغ الابن الثاني لفريدريك الخامس ولويزا البريطانية                                                               | كارولين ماتيلدا البريطانية 8 نوفمبر 1766 قصر كريستيانسبورغ ابنين | 13 مارس 1808 رندسبورغ العمر 59                                                           |                                                                                          |
| D  | Frederick VI 13 مارس 1808 – 7 فبراير 1814 (abdicated)                                    |                                                                                          | 28 يناير 1768 قصر كريستيانسبورغ الابن الوحيد لكريستيان السابع وكارولين ماتيلدا من بريطانيا العظمى                                            | ماري صوفي من هسن-كاسل 31 يوليو 1790 قلعة غوتورف 8 أبناء | 3 ديسمبر 1839 أمالينبورغ العمر 71                                                        |                                                                                          |
| R  | فترة خلو العرش (7 فبراير 1814 – 17 مايو 1814) Christian Frederick as regent              | فترة خلو العرش (7 فبراير 1814 – 17 مايو 1814) Christian Frederick as regent              | فترة خلو العرش (7 فبراير 1814 – 17 مايو 1814) Christian Frederick as regent                                                                  | فترة خلو العرش (7 فبراير 1814 – 17 مايو 1814) Christian Frederick as regent | فترة خلو العرش (7 فبراير 1814 – 17 مايو 1814) Christian Frederick as regent              | فترة خلو العرش (7 فبراير 1814 – 17 مايو 1814) Christian Frederick as regent              |
| I  | Christian Frederick 17 مايو 1814 – 14 أغسطس 1814 (abdicated)                             |                                                                                          | 18 سبتمبر 1786 قصر كريستيانسبورغ الابن البكر لـ Frederick، Hereditary Prince of Denmark و Norway و Sophia Frederica of Mecklenburg-Schwerin ‏ | (1) Charlotte Frederica of Mecklenburg-Schwerin ‏ 21 يونيو 1806 Ludwigslust Castle ‏ ابنين (2) Caroline Amalie of Schleswig-Holstein-Sonderburg-أغسطسenburg ‏ 22 مايو 1815 أغسطسenborg Palace ‏ ليس لديهم أبناء | 20 يناير 1848 أمالينبورغ العمر 61                                                        |                                                                                          |
| R  | فترة خلو العرش (14 أغسطس 1814 – 4 نوفمبر 1814) Marcus Gjøe Rosenkrantz as Prime Minister | فترة خلو العرش (14 أغسطس 1814 – 4 نوفمبر 1814) Marcus Gjøe Rosenkrantz as Prime Minister | فترة خلو العرش (14 أغسطس 1814 – 4 نوفمبر 1814) Marcus Gjøe Rosenkrantz as Prime Minister                                                     | فترة خلو العرش (14 أغسطس 1814 – 4 نوفمبر 1814) Marcus Gjøe Rosenkrantz as Prime Minister | فترة خلو العرش (14 أغسطس 1814 – 4 نوفمبر 1814) Marcus Gjøe Rosenkrantz as Prime Minister | فترة خلو العرش (14 أغسطس 1814 – 4 نوفمبر 1814) Marcus Gjøe Rosenkrantz as Prime Minister |

## أسرة هولشتاين-غوتورب
| R | الاسم                                     | الصورة | الولادة                                                                                      | الزواج                                                                          | الوفاة                              |
| - | ----------------------------------------- | ------ | -------------------------------------------------------------------------------------------- | ------------------------------------------------------------------------------- | ----------------------------------- |
| S | كارل الثاني 4 نوفمبر 1814 – 5 فبراير 1818 |        | 7 أكتوبر 1748 قصر ستوكهولم الابن الثاني لـ أدولف فريدريك ملك السويد ولوفيسا أولريكا البروسية | هيدفيغ إليزابيث شارلوت من هولشتاين-غوتورب 7 يوليو 1774 كاتدرائية ستوكهولم ابنين | 5 فبراير 1818 قصر ستوكهولم العمر 69 |

## أسرة برنادوت
| R | الاسم                                                                     | الصورة                                                                    | الولادة                                                                      | الزواج                                                                    | الوفاة                                                                    |                                                                           |
| - | ------------------------------------------------------------------------- | ------------------------------------------------------------------------- | ---------------------------------------------------------------------------- | ------------------------------------------------------------------------- | ------------------------------------------------------------------------- | ------------------------------------------------------------------------- |
| S | كارل الثالث يوهان 5 فبراير 1818 – 8 مارس 1844                             |                                                                           | 26 يناير 1763 باو son of Jean Henri Bernadotte و Jeanne de Saint Vincent     | ديزيريه كلاري 17 أغسطس 1798 Sceaux ابن                                    | 8 مارس 1844 قصر ستوكهولم العمر 81                                         |                                                                           |
| S | أوسكار الأول 8 مارس 1844 – 8 يوليو 1859                                   |                                                                           | 4 يوليو 1799 باريس الابن الوحيد لكارل الرابع عشر يوهان وديزيريه كلاري        | جوزفين من ليوتشتنبورغ 19 يونيو 1823 كاتدرائية ستوكهولم 5 أبناء            | 8 يوليو 1859 قصر ستوكهولم العمر 60                                        |                                                                           |
| S | كارل الرابع 8 يوليو 1859 – 18 سبتمبر 1872                                 |                                                                           | 3 مايو 1826 قصر ستوكهولم الابن البكر لأوسكار الأول وجوزفين من ليوتشتنبورغ    | لويز الهولندية 19 يونيو 1850 كاتدرائية ستوكهولم ابنين                     | 18 سبتمبر 1872 مالمو العمر 46                                             |                                                                           |
| S | أوسكار الثاني 18 سبتمبر 1872 – 26 أكتوبر 1905 (خُلع)                       |                                                                           | 21 يناير 1829 قصر ستوكهولم الابن الثالث لأوسكار الأول وجوزفين من ليوتشتنبورغ | صوفيا من ناساو ‏ 6 يونيو 1857 Biebrich Palace 4 أبناء                      | 8 ديسمبر 1907 قصر ستوكهولم العمر 78                                       |                                                                           |
| R | فترة خلو العرش (26 أكتوبر – 18 نوفمبر 1905) كريستيان ميكلسن كرئيس الوزراء | فترة خلو العرش (26 أكتوبر – 18 نوفمبر 1905) كريستيان ميكلسن كرئيس الوزراء | فترة خلو العرش (26 أكتوبر – 18 نوفمبر 1905) كريستيان ميكلسن كرئيس الوزراء    | فترة خلو العرش (26 أكتوبر – 18 نوفمبر 1905) كريستيان ميكلسن كرئيس الوزراء | فترة خلو العرش (26 أكتوبر – 18 نوفمبر 1905) كريستيان ميكلسن كرئيس الوزراء | فترة خلو العرش (26 أكتوبر – 18 نوفمبر 1905) كريستيان ميكلسن كرئيس الوزراء |

## بيت شليسفيع-هولشتاين-سوندربورغ-غلوكسبورغ
في عام 1905، اختير كارل الدنماركي ملكاً للنرويج واتخذ اسم هوكون السابع اسماً له. من خلاله، استأنف بيت أولندبورغ شغل العرش على شكل فرعٍ حديث السن.
| P | الاسم                                                                  | الصورة الشخصية | الولادة                                                                                    | الزيجات                              | الوفاة                                    | حق الخلافة                   |
| - | ---------------------------------------------------------------------- | -------------- | ------------------------------------------------------------------------------------------ | ------------------------------------ | ----------------------------------------- | ---------------------------- |
| م | هوكون السابع 18 تشرين الثاني 1905 – 21 أيلول 1957 (51 سنوات و307 أيام) |                | 3 آب 1872 (الدنمارك) كارلوتنلوند الابن الثاني لفريدريك الثامن ملك الدنمارك ولويزا السويدية | مود الويلزية ∞ 22 تموز 1896 ابن واحد | 21 أيلول 1957 أوسلو عن عمر ناهز 85        | انتخب؛ أيضاً حفيد كارل الرابع |
| م | أولاف الخامس 21 أيلول 1957 – 17 كانون الثاني 1991 (33 سنوات و118 أيام) |                | 2 يوليو 1903 نورفك (إنجلترا) الابن الوحيد لهوكون السابع ومود الويلزية                      | مارتا السويدية ∞ 21 آذار1929 3 أولاد | 17 كانون الثاني 1991 أوسلو عن عمرٍ ناهز 87 | ابن هوكون السابع             |
| م | هارالد الخامس 17 كانون الثاني 1991 – Incumbent (34 سنوات و133 أيام)    |                | 21 شباط 1937 أسكر الابن الوحيد لأولاف الخامس والأميرة مارتا السويدية                       | سونيا هارالدسن ∞ 29 آب 1968 ولدان    |                                           | ابن أولاف الخامس             |